# Hamish Turnbull
Hamish Turnbull (Morpeth, 13 de julio de 1999) es un deportista británico que compite en ciclismo en la modalidad de pista.
Participó en los Juegos Olímpicos de París 2024, obteniendo una medalla de plata en la prueba de velocidad por equipos (junto con Ed Lowe yJack Carlin).
Ganó una medalla de bronce en el Campeonato Mundial de Ciclismo en Pista de 2022 y dos medallas en el Campeonato Europeo de Ciclismo en Pista, en los años 2022 y 2023.

## Medallero internacional
| Juegos Olímpicos   | Juegos Olímpicos        | Juegos Olímpicos  | Juegos Olímpicos      |
| Año                | Lugar                   | Medalla           | Competición           |
| ------------------ | ----------------------- | ----------------- | --------------------- |
| 2024               | París (Francia)         | Medalla de plata  | Velocidad por equipos |
| Campeonato Mundial |                         |                   |                       |
| Año                | Lugar                   | Medalla           | Competición           |
| 2022               | Saint-Quentin (Francia) | Medalla de bronce | Velocidad por equipos |
| Campeonato Europeo |                         |                   |                       |
| Año                | Lugar                   | Medalla           | Competición           |
| 2022               | Múnich (Alemania)       | Medalla de bronce | Velocidad por equipos |
| 2023               | Grenchen (Suiza)        | Medalla de plata  | Velocidad por equipos |